# Aldo Vastapane
Aldo baron Vastapane (Sint-Jans-Molenbeek, 1 februari 1926 – Le Roeulx, 31 oktober 2023) was een Belgisch zakenman en vastgoedmagnaat. Hij overleed in oktober 2023 op 97-jarige leeftijd.

## Levensloop

### Familie
Aldo Vastapane is een zoon van Barthélemy Vastapane, importeur van Martini & Rossi in België. Zijn broer Dino Vastapane nam deze activiteiten over. Hij is de vader van Philippe Vastapane, die hem in verschillende dossiers opvolgde. Zijn zoon is tevens bestuurder van vastgoedgroep Atenor, waar Aldo Vastapane hoofdaandeelhouder was en Philippe Vastapane via zijn vennootschap Alva aandeelhouder is.

### Luchtvaart
Vastapane verwierf in de jaren 1950 verschillende concessies op de luchthaven van Zaventem en was uitbater van Sky Shops, een keten van van belastingvrije winkels op de luchthaven. Ook had hij belangen in Airport Parc International, de uitbater van parkings op de luchthaven, en Air Terminal Publicity, de concessionaris voor de reclamepanelen in en om de luchthaven. In 1958 verwierf hij van zijn vriend, toenmalig minister van Middenstand Paul Vanden Boeynants (PSC), het monopolie op belastingvrije winkels op de nieuwe luchthaven van Zaventem die opende naar aanleiding van Expo 58.
Hij stopte in de jaren 1960 kapitaal in Brussels Airways, dat de exploitatie van helikopters in de Brusselse Noordwijk moest verzorgen, maar door de petroleumcrisis werden niet alle geplande WTC-torens gerealiseerd en stierf Brussels Airways een stille dood. Hij was ook aandeelhouder van Abelag, gespecialiseerd in VIP- en zakenvluchten, taxivluchten, ad-hoccharter, medische vluchten en helikoptervluchten, de luchtvaartmaatschappij van André Ganshof van der Meersch en de familie Solvay. Hij had ook een belang in chartermaatschappij Challengair. Bemiddelingspogingen om Air Belgium International, een virtueel failliet onderdeel van de Sun-groep van de familie Vanmoerkerke, over te nemen mislukten. Challangair ging in 1998 failliet, maar na een jarenlange juridische oorlog eiste Vastapane 25 miljoen euro van Air Namibia, waarmee Challangair een wet-leaseovereenkomst had afgesloten.
In 1998 richtte hij samen met voormalig piloot Luc Mellaerts het consultancybedrijf voor luchtvaartmaatschappijen Belgian World Airlines (BWA) op. In april 2002 werd hij via BWA hoofdaandeelhouder van de chartermaatschappij Sobelair, maar in januari 2004 ging het bedrijf failliet.
Hij was ook eigenaar van taxfreeshops in het Verenigd Koninkrijk en Zuid-Afrika.

### Vastgoed
Vastapane was ook actief in vastgoed. Samen met enkele andere grote namen uit de Brusselse bouwwereld (Ado Blaton, Jean-Marie Josi en Charly De Pauw) ontwikkelde hij lucratieve vastgoedprojecten in de jaren 1950, waaronder in de Noordwijk. Hij werd in 1997 aandeelhouder van vastgoedvennootschap Atenor en was jarenlang eigenaar van het historische pand De Zwaan op de Brusselse Grote Markt, dat het restaurant La Maison du Cygne huisvestte, dat hij in 2013 verkocht. Daarnaast was Vastapane eigenaar van appartementen in Brussel en Knokke, vastgoed aan de Spaanse costa's en op Sardinië, landbouwgebieden in Le Rœulx en Roly, verschillende ondergrondse parkeergarages in Brussel en de Martinitoren in Brussel (afgebroken in 2004). Hij bezat ook twee wildparken in Zuid-Afrika, een van 15.000 ha tegen de grens met Botswana en een van 2.000 ha tegen het Krugerpark. Verder was hij eigenaar van appartements- en kantoorgebouwen in de Amerikaanse staat Arizona en grond in Roemenië.

### Overige activiteiten
In de jaren 1960 werd Vastapane via Sobelia invoerder van de automerken FIAT en Simca in België. Ook was hij exclusieve invoerder van Mercedes. Hij richtte de importeur van luxewijnen Etablissements Vastapane op, samen met prins Gustave de Croÿ-Roeulx. Hij had ook een belang in de rechts-katholieke Brusselse krant La Libre Belgique en was bestuurder van het reclamebureau Vanypeco-Troost.
Samen met zijn broer werd hij in de jaren 1990 meermaals in de gerechtelijke dossiers rond voormalig premier Vanden Boeynants vernoemd.
Sky Shops werd ondergebracht in Distripar, een holding die zich toelegde op de productie en distributie van luxegoederen. Hij was via zijn investeringsvennootschap Alva eveneens mede-eigenaar van Distripar, maar verkocht zijn belang in de holding in september 2000 aan de Nationale Portefeuillemaatschappij van zijn vriend Albert Frère, die zo volledig eigenaar werd van Distripar. Vastapane was tevens jarenlang bestuurder van de Groupe Bruxelles Lambert, de centrale holding van het Frère-imperium. Frère was via SN Brussels Airlines en BIAC eveneens op Zaventem actief.
Vastapane werd met George Forrest voor 55% eigenaar van de Grelka-plantage in de Democratische Republiek Congo, een plantage van 450.000 ha met twee ranches met meer dan 30.000 runderen. Het duo kocht de boerderij van Albert Frère over. Hij was eerder al actief in de D.R. Congo en voorheen in Zaïre. Hij ontmoette president Mobutu Sese Seko meermaals en vergezelde premier Guy Verhofstadt als lid van een delegatie van een bezoek aan Congo.
In 2017 betaalde hij 50.000 euro smeergeld aan Jean-Claude Fontinoy, voorzitter van de NMBS en rechterhand van toenmalig minister van Buitenlandse Zaken Didier Reynders (MR).
Vastapane was lid van de Cercle de Lorraine en erevoorzitter van de Belgisch-Italiaanse Kamer van Koophandel.

### Prins Laurent
Vastapane behoorde decennialang tot hoge Brusselse financiële-politieke kringen met Paul Vanden Boeynants en Albert Frère, maar ook prins Albert en prinses Paola. Jarenlang ging de geruchtenronde dat prins Laurent niet de zoon van Albert en Paola zou zijn, maar van Vastapane en Paola.  In 2013 maakte RTBF-journalist Christophe Deborsu in zijn boek Koningskwesties bekend dat Albert ooit een DNA-test liet doen om te laten vaststellen dat hij de vader van Laurent was.
In september 2018 nam hij twee verlieslatende vastgoedvennootschappen van prins Laurent over.

### Eerbetoon
In 2006 werd Vastapane opgenomen in de erfelijke adel met de persoonlijke titel baron. Hij werd tevens benoemd tot erevoorzitter van de Belgisch-Italiaanse Kamer van Koophandel.